# Melgven
Melgven (bret. Mêlwenn) – miejscowość i gmina we Francji, w regionie Bretania, w departamencie Finistère.
Według danych na rok 1990 gminę zamieszkiwało 2987 osób, a gęstość zaludnienia wynosiła 58 osób/km² (wśród 1269 gmin Bretanii Melgven plasuje się na 183. miejscu pod względem liczby ludności, natomiast pod względem powierzchni na miejscu 71.).